# Rat Race (singolo Enter Shikari)
Rat Race è un singolo del gruppo musicale britannico Enter Shikari, pubblicato il 31 ottobre 2013. È il terzo e ultimo di una serie di singoli inediti pubblicati dalla band nel corso del 2013, poi raccolti nell'EP Rat Race.

## Video musicale
Nel video del brano, pubblicato lo stesso giorno del singolo e diretto da Mike Lee Thomas, vengono alternate delle scene in cui gli Enter Shikari sono rinchiusi in una sorta di cubi illuminati con colori diversi a seconda del componente ad altre in cui un gruppo di persone fugge da delle luci in lontananza con la stessa band.

## Tracce
Testi di Rou Reynolds, musiche degli Enter Shikari.
Download digitale
1. Rat Race – 3:17
2. Radiate (Shikari Sound System Remix) – 3:49

CD
1. Rat Race (Radio Edit) – 3:00
2. Rat Race – 3:17
3. Radiate (Shikari Sound System Remix) – 3:49

## Formazione
Enter Shikari
- Rou Reynolds – voce, tastiera, sintetizzatore, programmazione
- Rory Clewlow – chitarra, voce secondaria
- Chris Batten – basso, voce
- Rob Rolfe – batteria, percussioni, cori

Produzione
- Enter Shikari – produzione
- Dan Weller – produzione, missaggio
- Tim Morris – ingegneria del suono

## Classifiche
| Classifica (2013)          | Posizione massima |
| -------------------------- | ----------------- |
| Regno Unito                | 77                |
| Regno Unito (rock & metal) | 2                 |
| Regno Unito (independent)  | 10                |